# برمجيات تجارية
البرمجيات التجارية (بالإنجليزية: Commercial software)‏ هي البرمجيات التي يتم بيعها مقابل مبلغ من المال من قبل أفراد أو شركات تجارية أو تخدم أغراض تجارية. البرمجيات التجارية عادة ما تكون برمجيات احتكارية، لكن البرمجيات الحرة من الممكن أن تكون أيضا برمجيات تجارية.

## البرمجيات الاحتكارية
هذه البرامج تكون محجوبة المصدر بحيث لا يستطيع أحد التعديل أو تطوير شيفرة المصدر سوى صاحب حقوق الملكية، وهي ما تكون في العادة الشركة المطورة للبرمجية. ويعترض العديد من مطوري البرمجيات على البرامج الاحتكارية لأنها لا تسمح للآخرين بالتطوير عليها لأنها مقيدة بقوانين تجارية. ومن الجدير ذكره في هذا الخصوص هو كون البرنامج مجانية لا يعني أنه مفتوح المصدر. عادة ما تكون البرامج الاحتكارية تجريبية بحيث تسمح للمستخدمين بتجربتها لفترة محدودة (تتراوح في العادة ما بين 15-30 يوما) قبل شرائها. يقوم بعض الأشخاص أو المجموعات بمحاولة اختراق البرامج الاحتكارية عن طريق توفير أرقام ورخص تسجيل بصورة غير قانونية لاستعمالهم الشخصي أو عن طريق وضعها على المواقع التي تسمح بذلك. يعد استخدام رقم تسجيل أو رخصة تسجيل غير رسمية ومقرصنة للبرمجية مخالفًا للقوانين.

## البرمجيات الحرة
هناك برمجيات وخدمات مفتوحة المصدر تقدم دعم تجاري. هذا يتضمن منتجات من ردهات وأبل كمبيوتر وصن ميكروسيستمز وجوجل ومايكروسوفت.